# Rhodospirillales
Rhodospirillales es un orden de proteobacterias que comprende dos familias. Acetobacteraceae incluye acetobacterias, que son heterótrofas y producen ácido acético durante la respiración. Rhodospirillaceae incluye principalmente a bacterias púrpuras no del azufre que producen energía a través de la fotosíntesis y hay también bacterias magnéticas. 
Las bacterias púrpuras poseen pigmentos carotenoides que absorben energía solar y la transmiten a la bacterioclorofila. No liberan oxígeno durante fotosíntesis ya que sólo poseen el fotosistema I. Se encuentran en agua dulce o salada bajo condiciones anaerobias.
- Datos: Q476656
- Multimedia: Rhodospirillales / Q476656
- Especies: Rhodospirillales